# Крайна точка неизвестна
„Крайна точка неизвестна“ е български документален филм на режисьора Иван Трайков.

## Тема
Главна героиня Диана Менне пътува от Германия за България и обратно без да знае крайната точка на това неспирно движение. Във времето на приобщаване на България към Европейския съюз, една жена с германски съпруг и две деца се лута между осигуреността на голямата средноевропейска държава и хаосът на балканските неуредици...
От комфорта на германския си дом, назад – към корените; към трудното, изпълено с борба за оцеляване, но и с усещане за живот битие в нейната родината... Дългият път на една малка източноевропейска постсоциалистическа държава към материалното благополучие на Запада... Един филм за „пътят към Европа“, който минава през българското село.